# Italiens U21-herrlandslag i fotboll
Italiens U21-landslag i fotboll är ett landslag för italienska fotbollsspelare, 21 år gamla eller yngre vid den tidpunkt då ett kvalspel till en europeisk U21-turnering inleds. Vid själva turneringen får man vara max 23 år gammal. U21-landslaget bildades 1976 till följd av omgrupperingen av Uefa:s ungdomsturneringar och kontrolleras av det italienska fotbollsförbundet, Federazione Italiana Giuoco Calcio.
Landslaget spelade sin första match den 24 mars 2007, på den nybyggda Wembley-stadion mot Englands U21-landslag. Matchen slutade oavgjort, 3-3. Giampaolo Pazzini gjorde alla tre mål för Azzurrini, "de små blå", som laget kallas.
Fram till 1990 hade laget ett väldigt bra facit - de hade nått kvartsfinal i alla de första sju U21-EM-turneringarna. Från 1990 till 2004 hade laget nästan total dominans i U21-EM, då de vann fem av de sju turneringarna. Italien är den mest framgångsrika nationen i turneringens historia. Lagets sämsta resultat kom 1997 när de misslyckades med att kvalificera sig till 1998 års EM-slutspel. De vann EM 2004 i Tyskland. I EM-slutspelet i Portugal 2006 misslyckades laget ta sig vidare till den andra omgången. Detta var Italiens fjortonde U21-slutspel. I EM 2007 slutade de på tredje plats i gruppspelet och åkte således ut ur turneringen redan där - lagets sämsta resultat sedan 1988. De lyckades dock kvalificera sig för Olympiska sommarspelen 2008 efter att ha slagit Portugal på straffar.
Före OS 2008 vann Italiens U21-landslag 2008 års turnering av Tournoi Espoirs de Toulon då de slog Chile med 1-0 i finalen. Det var första gången de vann guld i turneringen, tidigare hade de vunnit silver två gånger.

## Nuvarande trupp
Följande spelare var uttagna till vänskapsmatcherna mot England den 15 november 2018 och Tyskland den 19 november 2018.
Antalet landskamper och mål är korrekta per den 4 mars 2019.
| Nr | Pos. | Namn                | Födelsedatum (ålder) | Matcher | Mål |         | Klubb           |
| -- | ---- | ------------------- | -------------------- | ------- | --- | ------- | --------------- |
|    | MV   | Emil Audero         | 18 januari 1997      | 9       | 0   | Italien | Sampdoria       |
|    | MV   | Simone Scuffet      | 31 maj 1996          | 8       | 0   | Turkiet | Kasimpasa       |
|    | MV   | Alessandro Plizzari | 12 mars 2000         | 0       | 0   | Italien | Milan           |
|    |      |                     |                      |         |     |         |                 |
|    | F    | Filippo Romagna     | 26 maj 1997          | 14      | 0   | Italien | Cagliari        |
|    | F    | Giuseppe Pezzella   | 29 november 1997     | 11      | 0   | Italien | Genoa           |
|    | F    | Arturo Calabresi    | 17 mars 1996         | 6       | 0   | Italien | Bologna         |
|    | F    | Fabio Depaoli       | 24 april 1997        | 5       | 1   | Italien | Chievo          |
|    | F    | Alessandro Bastoni  | 13 april 1999        | 4       | 0   | Italien | Parma           |
|    | F    | Kevin Bonifazi      | 19 maj 1996          | 4       | 0   | Italien | SPAL            |
|    | F    | Lorenzo Dickmann    | 24 september 1996    | 3       | 0   | Italien | SPAL            |
|    |      |                     |                      |         |     |         |                 |
|    | MF   | Rolando Mandragora  | 29 juni 1997         | 21      | 0   | Italien | Udinese         |
|    | MF   | Manuel Locatelli    | 8 januari 1998       | 15      | 0   | Italien | Sassuolo        |
|    | MF   | Alessandro Murgia   | 9 augusti 1996       | 13      | 1   | Italien | SPAL            |
|    | MF   | Matteo Pessina      | 21 april 1997        | 9       | 0   | Italien | Atalanta        |
|    | MF   | Luca Valzania       | 5 mars 1996          | 8       | 0   | Italien | Frosinone       |
|    | MF   | Nicolò Zaniolo      | 2 juli 1999          | 4       | 0   | Italien | Roma            |
|    | MF   | Gaetano Castrovilli | 17 februari 1997     | 2       | 0   | Italien | Cremonese       |
|    |      |                     |                      |         |     |         |                 |
|    | A    | Vittorio Parigini   | 25 mars 1996         | 19      | 7   | Italien | Torino          |
|    | A    | Daniele Verde       | 20 juni 1996         | 12      | 1   | Spanien | Real Valladolid |
|    | A    | Riccardo Orsolini   | 24 januari 1997      | 11      | 3   | Italien | Bologna         |
|    | A    | Patrick Cutrone     | 3 januari 1998       | 10      | 4   | Italien | Milan           |
|    | A    | Antonino La Gumina  | 6 mars 1996          | 2       | 0   | Italien | Empoli          |